# Alfondeguilla
Alfondeguilla, anomenada també de manera no oficial Fondeguilla o Fondeguilla de Castro, és un municipi del País Valencià, a la comarca de la Plana Baixa. Limita amb Eslida, Artana, la Vall d'Uixó, Soneixa, Xóvar i Sagunt. És al vessant meridional de la serra d'Espadà, en el sector sud de la comarca de la Plana Baixa de la província de Castelló. El terme és travessat pel riu Belcaire, que desemboca a la mar Mediterrània.

## Història
Existixen proves de la presència humana en Alfondeguilla en segles anteriors a la dominació romana, concretament, de la famíliia ibèrica dels ilercavons, però és l'arribada i l'assentament d'àrabs i amazics, en el segle viii, la que va deixar més marca en el llogaret. De fet, el topònim Alfondeguilla és d'origen àrab (khàndaq, 'barranc') i fa referència al seu emplaçament. Tres foren durant aquella època els llocs habitats en la part alta del barranc: Alfondeguilla, Castro i el seu raval Benissabdó; amb dos castells independents: el d'Alfondeguilla, el Castellet o Piló i el de Castro. A la part baixa del riu es trobava el castell d'Uixó amb les seues aljames.
Les primeres referències escrites de l'arribada de cristians a la comarca són de la primavera de l'any 1238, de Jaume el Conqueridor i fan referència a la capitulació dels castells d'Uixó, Nules, Castro i Alfondeguilla, davant del rei aragonès (Llibre dels fets, cap. 249-253). Cal remarcar que estos llogarets musulmans, a pesar de la dominació cristiana, mantingueren tots els aspectes culturals de l'Àndalus. L'explicació ens la dona el mateix Jaume el Conqueridor: «E atorgam-los llur llei e llurs franquees, així com en llur temps ho solien haver de sarraïns.» Posteriorment, l'any 1277 Pere el Gran concedirà la carta pobla a Castro i Alfondeguilla, en un document escrit en àrab que respon totalment a la capitulació que feren els sarraïns davant d'En Jaume I. Fins i tot, un dels punts diu: «I que no habite cap cristià entre ells sense el seu consentiment.» La carta serà confirmada l'any 1354 per Pere el Cerimoniós en els mateixos termes, ara escrit en llatí i aragonès.
L'aljama d'Alfondeguilla formava part de la Vall d'Uixó, amb terme diferent, encara que no independent. Castro pertanyia a la serra d'Eslida, tot i que totes dues mantindran les seues institucions pròpies, l'alcadí, l'alamí i posteriorment l'alfaquí.
L'etapa musulmana d'eixes poblacions va acabar dràsticament amb l'expulsió de l'any 1609, on s'acabarà dràsticament aquella civilització.
Alfondeguilla ha tingut un gran protagonisme en esdeveniments històrics rellevants, com ara la guerra de les Germanies; la Guerra de Successió de la corona hispànica (als habitants d'Alfondeguilla els pobles veïns fins no fa gaire sempre els havien anomenat maulets); les guerres carlistes o la Guerra Civil espanyola, amb l'heroica defensa del castell de Castro per part dels republicans.

## Demografia
L'evolució de la població d'Alfondeguilla ha estat molt irregular des del segle xvi fins ara.
| 1900 | 1940 | 1950 | 1960 | 1970 | 1985 | 1990 | 1992 | 1994 | 1996 | 1998 | 2000 | 2002 | 2004 | 2006 | 2010 |
| ---- | ---- | ---- | ---- | ---- | ---- | ---- | ---- | ---- | ---- | ---- | ---- | ---- | ---- | ---- | ---- |
| 943  | 815  | 1009 | 1027 | 968  | 957  | 921  | 915  | 904  | 922  | 919  | 908  | 905  | 871  | 893  | 874  |

## Alcaldia
Des de 2007 l'alcalde d'Alfondeguilla és Salvador Ventura Berenguer del Partit Popular (PP).
| Període                       | Alcalde o alcaldessa       | Partit polític | Data de possessió | Observacions |
| ----------------------------- | -------------------------- | -------------- | ----------------- | ------------ |
| 1979–1983                     | Amadeo Rodríguez           | UCD            | 19/04/1979        | --           |
| 1983–1987                     | Amadeo Rodríguez           | AP-PDP-UL-UV   | 28/05/1983        | --           |
| 1987–1991                     | Ramón Vilar Font           | AP             | 30/06/1987        | --           |
| 1991–1995                     | Ramón Vilar Font           | PP             | 15/06/1991        | --           |
| 1995–1999                     | Ramón Vilar Font           | PP             | 17/06/1995        | --           |
| 1999–2003                     | Ramón Vilar Font           | PP             | 03/07/1999        | --           |
| 2003–2007                     | Ramón Vilar Font           | PP             | 14/06/2003        | --           |
| 2007–2011                     | Salvador Ventura Berenguer | PP             | 16/06/2007        | --           |
| 2011–2015                     | Salvador Ventura Berenguer | PP             | 11/06/2011        | --           |
| 2015–2019                     | Salvador Ventura Berenguer | PP             | 13/06/2015        | --           |
| 2019-2023                     | Salvador Ventura Berenguer | PP             | 15/06/2019        | --           |
| Des de 2023                   | n/d                        | n/d            | 17/06/2023        | --           |
| Fonts: Generalitat Valenciana |                            |                |                   |              |

## Economia
Tradicionalment predominava l'agricultura de secà: garroferes, oliveres, figueres, ametlers i vinya; encara que existia una poca horta de regadiu a les vores del riu Belcaire. Actualment, amb la perforació d'un pou, s'ha expandit el conreu de cítrics a degoteig en les zones planes cap al sud. La gran majoria de la gent manté tant les propietats de secà com les de regadiu, en el temps que els deixa lliure el treball en les empreses taulelleres i en altres empreses fora del municipi.
Antigament, tota la població malvivia del seu tros de terra i de l'explotació dels recursos de la serra, com ara el carbó, el suro, la llenya per als forns ceràmics, els algepsars, els forns de calç, la nevera… També es desplaçaven a la Plana i al Camp de Morvedre a llogar-se de jornalers de la terra. Així mateix, passaven llargues estades fora, a la sega i verema a Catalunya, Aragó, i fins i tot a Castella…
Durant la segona meitat del segle xix, la prospecció i explotació de recursos miners donarà treball als habitants d'Alfondeguilla. Les dures condicions de l'agricultura de subsistència, la fallida posterior de la mineria per la pobresa dels jaciments i la dificultat de l'orografia provocaren, durant els anys 20 del segle XX, la primera onada migratòria cap a Barcelona. Durant els anys 30 es desenvoluparà a la Vall d'Uixó, primer la indústria espardenyera del cànem i després la de la sabata. A partir dels anys 40, pràcticament tota la població d'Alfondeguilla es desplaçarà a peu, diàriament, a la Vall fins a la crisi i tancament als anys 70-80. A partir d'eixe moment i gràcies a l'automòbil, la gent diversificarà molt la seua faena.

## Monuments

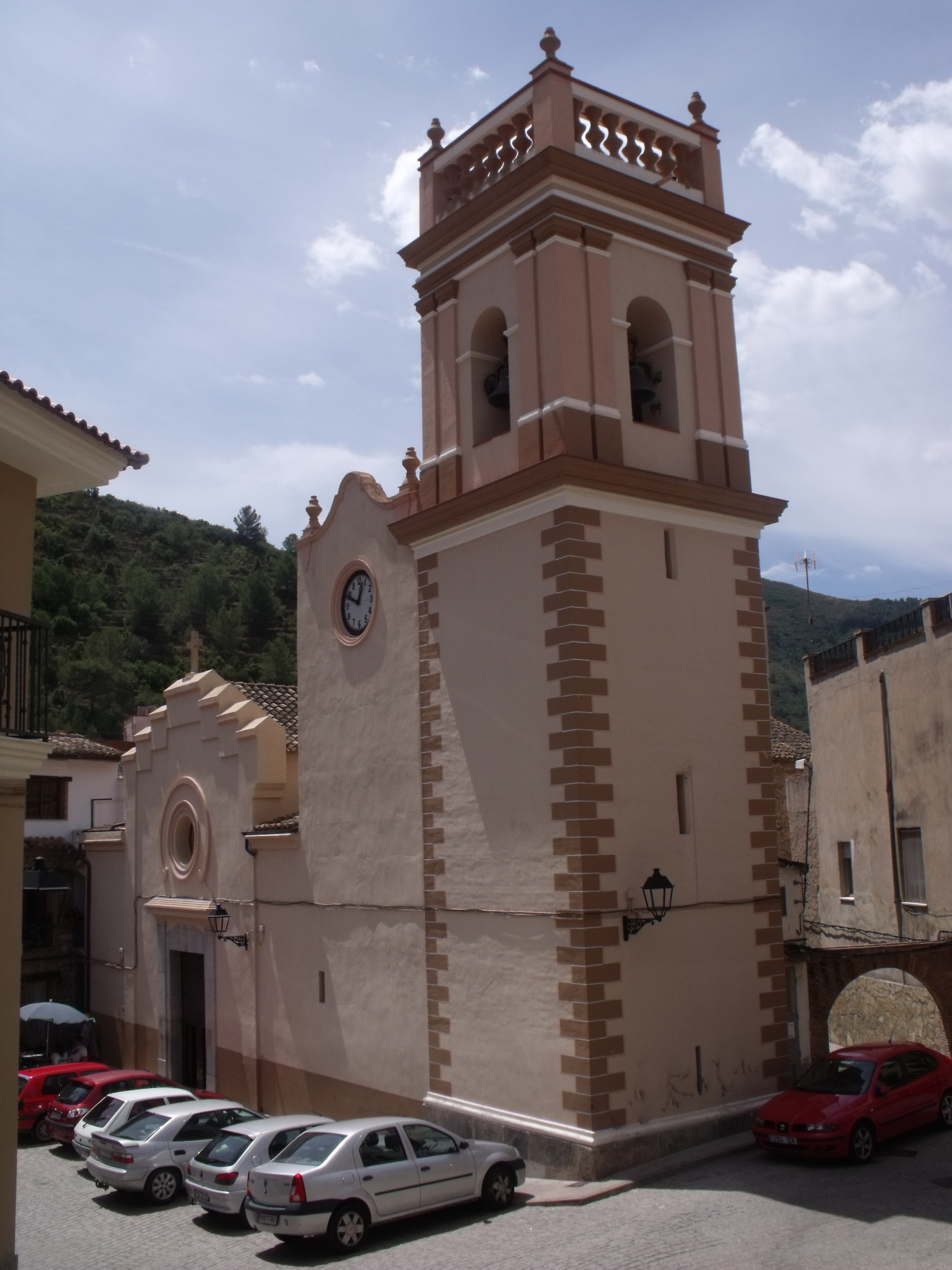
Església de sant Bertomeu

Dintre del seu patrimoni arquitectònic a part del nucli urbà, l'església de Sant Bartomeu, el calvari, els molins, les construccions de pedra seca, els corrals del ramat, els pous de calç, l'algepsar, les restes de construccions de l'antic poble de Castro, les basses i séquies, els diferents arcs al llarg del riu per canalitzar l'aigua i el rec, els assuts, el molinet, les construccions mineres, etc., s'ha de ressaltar els tres conjunts següents:
- Pont de l'aigua

Construcció d'època romana refeta pels àrabs que servix per passar l'aigua de reg a l'altra part de riu. Es troba ben conservat i encara en ús. Està format per sis grans arcs o ulls sobre la rambla. Al llarg dels anys, la gent va anar guanyant-li terreny al riu i fent hortes en el seu llit, deixant només un ull del pont per al riu, fins que arribaren les grans pluges d'octubre de 1957 i s'ho emportà tot a la mar, deixant al descobert tot l'ample del pont amb els seus sis arcs.
- Nevera d'Alfondeguilla

És u dels 198 pous de neu que es varen generalitzar durant els segles XVI i XVII en tot el País Valencià, i u dels cinc que es troben a la Serra d'Espadà. Es troba a la partida de la Nevera, per damunt dels 800 msnm i està ben conservat. És un pou circular excavat a la roca, amb murs molt gruixuts de pedra i morter i lluït l'interior amb morter de calç, per a aïllar millor el conjunt. L'edificació està tancada per una cúpula, amb obertura zenital. També té altres tres obertures, portes o finestres a la paret lateral que permeten la introducció de la neu i la posterior extracció. Les seues dimensions més significatives són: alçària amb cúpula, 12,50 m; perímetre exterior, 32,50 m; diàmetre exterior, 10 m; edificació soterrada, 7,30 m; i capacitat, 418 m³.
- Castell de Castro

Es tracta d'una fortificació d'època musulmana, igual que el castell d'Alfondeguilla, l'actual Piló. El seu orige és anterior a l'era cristiana. La fortificació degué ser una torre de guaita púnica o romana que depenia del castell de Sagunt. Les restes actuals pertanyen a la civilització islàmica. El seu estat actual és d'abandó i prou deteriorat.
L'emplaçament es troba al capdamunt del cim homònim, a 789 metres sobre el nivell del mar, i domina un camp visual impressionant que abraça des de les Agulles de Santa Àgueda a Benicàssim fins al cap de la Nau; des de Penyagolosa fins a les Illes Columbretes.
El castell té a banda i banda dos barrancs profunds; eixa posició estratègica permet endevinar com devia ser de difícil, per no dir impossible, conquistar-lo en èpoques passades. La defensa del castell aprofitava totalment l'accidentada orografia. La part de llevant conté tres sistemes defensius diferents. El primer obstacle és una cinglera de difícil superació. El segon és una muralla compacta de tàpia, i el tercer, una gran muralla de 65 metres de longitud. La resta del conjunt és un penya-segat inaccessible sobre el qual s'alça una compacta muralla.
En el castell, que ocupa una superfície d'uns 2.000 m², podem diferenciar clarament dues parts. El primer espai, anomenat albacar, era el lloc fortificat on la població es refugiava en cas de perill. És tot emmurallat i hi havia dues entrades al castell, franquejades per tres torres, dues de quadrades i una de redona. Mitjançant una entrada amb arc de ferradura, s'accedia des de l'albacar fins al segon espai, al castell pròpiament dit, que al seu torn se subdividia en dues parts: una, la més baixa, amb restes d'habitacles; i l'altra, la més alta, on es trobaven les dependències pròpies del castell, habitatges, cellers, aljubs... tot presidit per la torre de l'homenatge, enderrocada el juliol de 1938 per l'aviació franquista en la Guerra Civil espanyola. Entre els penyalars, per davall d'eixa torre, es trobava la tercera entrada al recinte emmurallat.

## Llocs d'interés
- La Cova. El dilluns de sant Vicent la gent puja a La Cova a "rodar el bouet". Durant la Guerra civil va servir de refugi a moltíssima gent de La Vall d'Uixó, que va fugir de les seues cases pels bombardejos sobre el poble per part de les tropes feixistes.
- L'arquet. Arc de pedra construït en època musulmana per abastir dos molins de blat. En queden restes del més menut, conegut com el Molinet, ubicat en la partida amb el mateix nom.
- Fonteta Marc. Aquesta font està feta aproximadament fa uns 90 o més anys, es com una basseta on baixa aigua de la muntanya, és a dir, natural, fresca i amb molt bon sabor. Aquesta font està pujant per la pista, mirador amunt i arribaràs a dos camins que es diu la solana i quan arribes allí tires pel camí de l'esquerra i tot recte arribaràs a una esplanada i un poc més amunt està la fonteta, és una fonteta que hi ha a la muntanya, no té cap història, simplement la van fer perquè per eixa part de muntanya baixava aigua molt bona i la van fer per a no malgastar l'aigua que cau de la muntanya i en el pas de el temps se ha convertit en un lloc turístic on la gent va a visitar quan va per la muntanya o per a provar l'aigua que cau de allí.
- Serra d'Espadà. Parc Natural.

## Festes i celebracions
- Cercavila a sant Antoni. El dia de sant Antoni se celebra la tradicional cercavila, on tot el poble trau els seus animals perquè el sant els done protecció per a tot l'any. Durant la cercavila es canten els Gojos de sant Antoni. També és tradicional el pa beneït.

- Dijous Llarder. El dijous de carnestoltes, la gent va a berenar a la muntanya; el berenar típic és una fogasseta amb tomata amb ou i llonganissa. És una festa introduïda en el poble per la mestra Lluïsa Rodríguez, allà per l'any 1850.

- Festa de l'Assumpció. Se celebra la setmana del 15 d'agost, amb bous i revetles.

- Festes Patronals a sant Bertomeu i sant Francesc Xavier. Tenen lloc sempre el segon diumenge de novembre, i és festa local el dilluns següent. Es fa una fira de productes de la zona per venda ambulant.

- Festa del Crist del Calvari el tercer diumenge de novembre. Amb processó al calvari i missa en l'ermita. Hi acudixen moltes persones, fins i tot d'altres pobles, puix hi ha molta devoció pel Crist. Cada any la festa està organitzada per famílies o grups de quintos.

## Volta al terme de Fondeguilla (VTF)
Des de l'any 1982 se celebra, el darrer dissabte de maig, la Volta al Terme de Fondeguilla, la cursa per muntanya més antiga de tot l'estat Espanyol. L'any 2009, va acollir la prova més important de la Federació espanyola d'esports de muntanya i escalada, el Campionat d'Espanya de carreres per Muntanya, individual i per federacions autonòmiques. Els guanyadors individuals van ser-ne Raúl García Castán i Oihana Kortazar Aranzeta. La selecció del País Basc va ser la guanyadora.

## Personatges il·lustres
- Bartomeu Xavier Gómez i Font (1962-2009) professor de la Universitat de València.